# Il-14 (航空機)

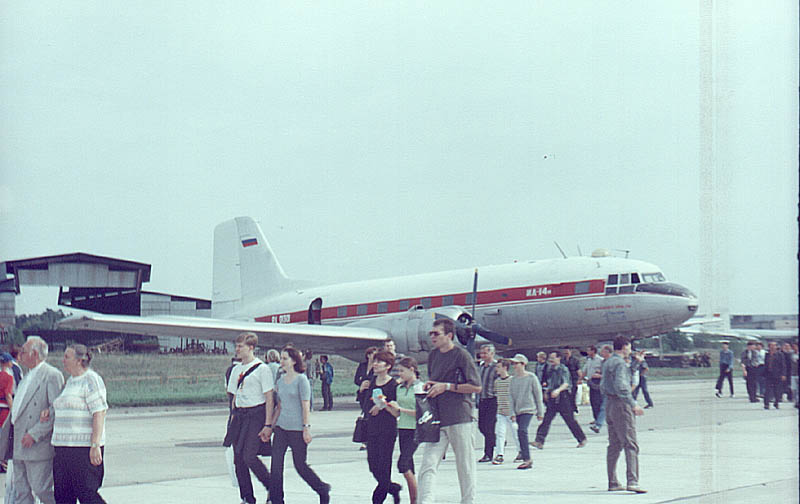
Il-14M

Il-14（イリューシン14、ロシア語：Ил-14 イール・チトィーリナツァチ ）は、ソ連のイリューシン設計局が開発した旅客機および貨物輸送機。北大西洋条約機構(NATO)の考案したNATOコードネームは「クレイト」であった。

## 概要
Il-14は、ダグラス DC-3とLi-2を置き換えるために第二次世界大戦後に開発されたIl-12を大型化した機体であった。
1,900馬力のシュヴェツォーフ設計局製ASh-82T-7空冷星型エンジン双発と新設計の翼を持っており、非常に洗練されていた。そのため1,000機以上が製造された。
ソ連を中心に使用され、またチェコスロバキア（アヴィアAv-14）と東ドイツ（Il-14P）でもライセンス生産された。機体が丈夫なため未舗装滑走路がある農村地域においても多用された。現在でもロシアで少数機が現役であるという。

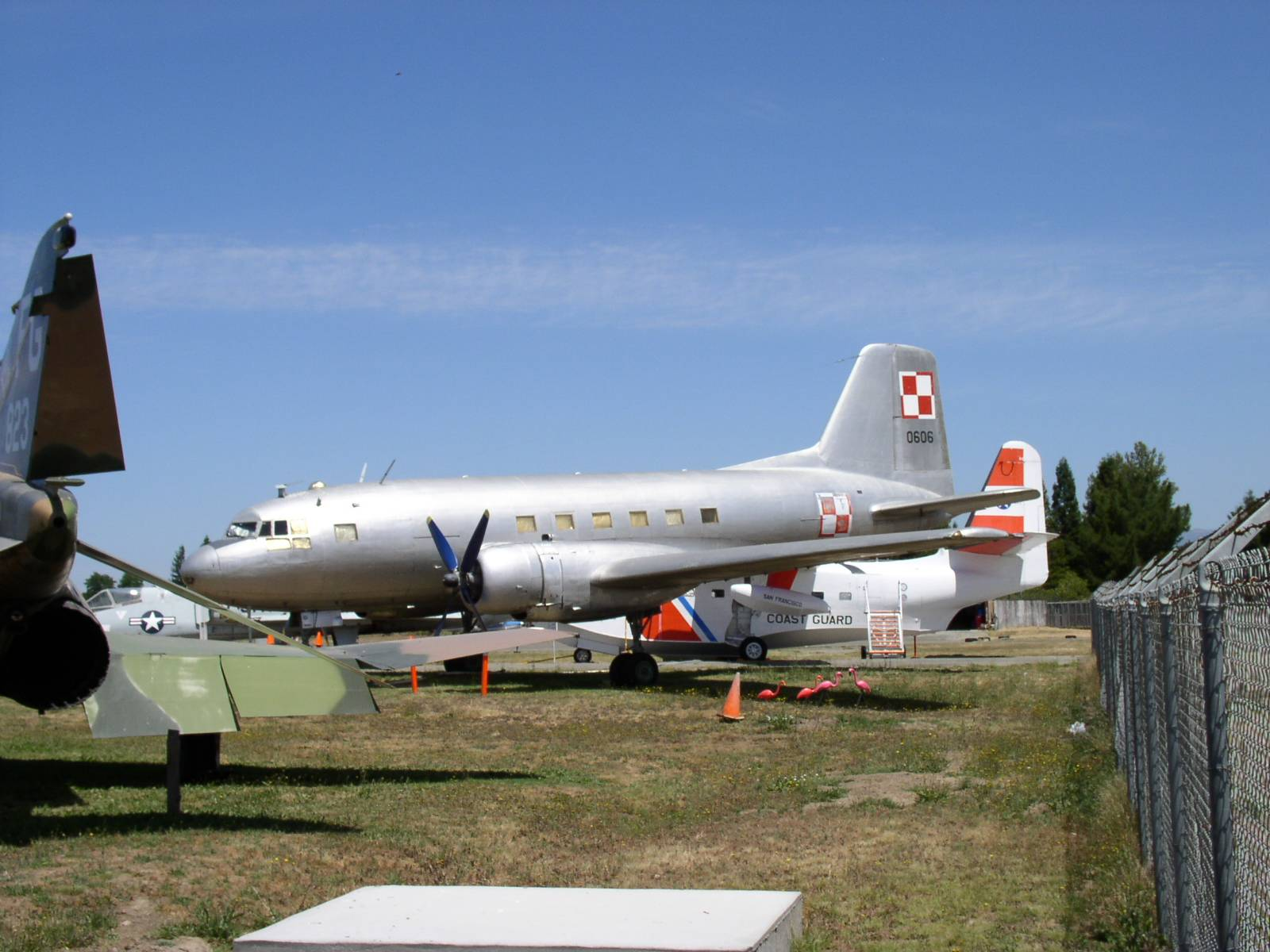
Il-14

## 民間機オペレーター
ソ連、ブルガリア、中国、チェコスロバキア、キューバ、朝鮮民主主義人民共和国

## 軍用機オペレーター
アフガニスタン、アルバニア、アルジェリア、ブルガリア、中国、キューバ、チェコスロバキア、東ドイツ、エジプト、インド、イラク、北朝鮮、ポーランド、ソ連、シリア、ユーゴスラビア、ミャンマー

## 派生型
- IL-14P: 乗客数 28 名
- IL-14M: 乗客数 36 名
- IL-14G: 貨物型

## スペック(Il-14M)
- 全長: 22.31 m
- 全幅: 31.7 m
- 全高: 7.8 m

Il-14

- エンジン: シュヴェツォーフ ASh-82T 複列14気筒空冷星型エンジン（1,900 hp）×2
- 最高速度: 430 km/h
- 巡航速度: 345 km/h
- 実用上昇限度: 6,500 m
- 航続距離: 2,250 km
- 自重: 12,700 kg
- 最大離陸重量: 18,500 kg
- 乗客: 36 名
- 乗員: 5 名